# اسماعیلی سفلی (جیرفت)
اسماعیلی سفلی روستایی در دهستان اسماعیلی بخش اسماعیلی شهرستان جیرفت استان کرمان ایران است.

## جمعیت
بر پایه سرشماری عمومی نفوس و مسکن در سال ۱۳۹۵ جمعیت این مکان ۲٬۳۵۵ نفر (۷۳۵خانوار) بوده‌است.